# Половинне (Бердюзький район)
Полови́нне (рос. Половинное) — село у складі Бердюзького району Тюменської області, Росія.
Населення — 74 особи (2010, 81 у 2002).
Національний склад станом на 2002 рік:
- росіяни — 93 %